# Noventa y siete
El noventa y siete (97)
que sigue al noventa y seis y precede al noventa y ocho.

## Propiedades matemáticas
- El 97 es el 25º número primo.
- Es un número primo pitagórico.
- Es un número primo fuerte.

## Características
- El 97 es el número atómico del berkelio, un actínido.

- Datos: Q673849
- Multimedia: 97 (number) / Q673849